# Колона на Антонин Пий
Колоната на Антонин Пий е колона, поставена на Марсово поле (на латински: Campus Martius) в Рим през 161 г. от съимператорите Марк Аврелий и Луций Вер в чест на своя приемен баща и предшественик Антонин Пий. През 17 век колоната на Антонин Пий е грешно идентифицирана като Колона на Марк Аврелий.
До наши дни се е запазила само пиедестел, на който се е намирала колоната.

## Конструкция
Самата колона е била висока 14,75 м и имала диаметър 1,9 м. Била направена от червен гранит и се намирала върху пиедестал от бял мрамор. Нямала е ленти с релефи като на мраморните колони на Траян и Марк Аврелий. Както е указано в надписа в основата на колоната, гранитът за нея бил добит още през 106 г. Монети с изображнието на монумента свидетелстват, че на върха ѝ се е намирала статуя на Антонин.
Монументът е бил свързан с т.нар. Ustrinum Antoninorum, място за кремации и възможно храмът, посветен на култа към императора и неговата жена Фаустина. Тази сграда се намирала на 25 м на север от колоната и била ориентирана на една линия с нея.